# Zatanna
Zatanna Zatara è un personaggio dei fumetti statunitensi pubblicati da DC comics. È una maga, membro di vecchia data della Justice League. Creata dallo scrittore Gardner Fox e dal disegnatore Murphy Anderson, è apparsa per la prima volta su Hawkman Vol. 1, n. 4 (10 ottobre 1964). Il suo cognome viene menzionato di rado; solitamente viene chiamata semplicemente Zatanna, mentre gli altri supereroi spesso la chiamano Zee o Z.
Zatanna è la figlia del mago John Zatara (che è apparso nel periodo d'oro dei fumetti) e di Sindella, un membro della razza mistica Homo magi. Veste solitamente i panni di un'illusionista, indossando la giacca di uno smoking, canottiera e guanti bianchi, un cappello a cilindro, un body e calze a rete. Dopo essere diventata un membro a pieno titolo della Justice League, è comparsa per un periodo con un più tradizionale costume rosso e blu di elastam da supereroe, ma recentemente è tornata a vestire smoking e calze a rete.
Ha ereditato dalla sua famiglia la capacità di lanciare potenti magie. Come suo padre, Zatanna fa ciò descrivendo l'effetto desiderato pronunciandolo al contrario (es. la oirartnoc o oirartnoc la). Sebbene storicamente le sue magie sono costruite con la sola compitazione al contrario ma con le parole nel giusto ordine (Li oim tfarcrevoh è oneip id elliugna!), alcuni scrittori hanno cambiato l'ordine sia della compitazione che delle parole (Elliugna id oneip è tfarcrevoh oim li!, "Il mio hovercraft è pieno di anguille!")
Nonostante raramente sia il personaggio principale, Zatanna è una famosa specialista di eventi paranormali per i supereroi DC, ed è un membro da molto tempo della Justice League. Il suo immenso potere fa preoccupare altri membri della Justice League, sebbene sia sempre stata ritratta come una supereroina e mai come una "supercattiva". È comparsa nelle serie animate di Justice League Unlimited, Batman e nell'animazione in flash della serie Gotham Girls.

## Biografia del personaggio

### Origini
Zatanna si guadagnava da vivere come illusionista in teatro prima di scoprire i suoi poteri magici mentre investigava sulla scomparsa del padre. La ricerca del padre fu l'argomento del primo importante fumetto crossover nel 1964, e in questo, Zatanna interagisce con Batman, Hawkman e Hawkwoman, e con Lanterna Verde.

### Membro della Justice League
In alcuni occasioni Zatanna ha aiutato la Justice League of America prima di essere eletta membro di questa nel n. 161 di Justice League of America. Durante il periodo che passa con questo gruppo, il livello del suo potere si riduce di poco, tanto che riesce a controllare solamente i quattro elementi di Empedocle (terra, aria, fuoco e acqua); questa limitazione è stata tolta nel numero 277 di World's Finest Comics. Nel nuovo Justice League of America n. 6, Zatanna viene chiamata dalla League, insieme allo Straniero Fantasma, per annullare alcune magie lanciate da Felix Faust su Red Tornado. Ad ogni modo, nel numero 7, viene confermato che nonostante le venga offerto lo status di membro, lei lo rifiuta in modo da prendersi una pausa.

### Come Together
Nella serie limitata del 1993 Zatanna: Come Together, Zatanna è preoccupata della sua mancanza di concentrazione nell'usare la sua magia. Decide così che lo stile di magia di suo padre non va bene per lei ed esplora il patrimonio mistico di sua madre.

### Books of Magic
È apparsa nella serie Books of Magic, all'inizio, aiutando Tim Hunter a conoscere il mondo nascosto dei maghi, e nel prosieguo della serie quando lui ritorna a San Francisco.

### Crisi d'identità
La serie limitata del 2004 Crisi d'identità rivela che mentre Zatanna era un membro della Justice League, il perfido Dottor Light stuprò brutalmente Sue Dibny, la moglie di Elongated Man e, quando fu catturato, arrivò al punto di minacciare anche i familiari degli altri membri. I membri della JLA presenti votarono per far sì che Zatanna cancellasse a Light il ricordo dello stupro poiché lei aveva già cancellato i ricordi di altri cattivi nel passato; comunque, si decise anche lei avrebbe dovuto manipolare la mente di Light in modo tale che non rappresentasse una minaccia per i loro cari. Zatanna usò la magia su Light, riducendo per sbaglio la sua intelligenza come conseguenza. Nel mezzo di questa magia, appare Batman che cerca di fermare il gruppo; di conseguenza, Zatanna cancellò anche i ricordi dell'evento di Batman.
Le relazioni tra Batman e Zatanna non migliorano dopo che lui scopre dell'alterazione della sua memoria. In Crisi di Coscienza nella quale la Lega viene a sapere di ciò che hanno fatto Zatanna, Freccia Verde, Atomo, Black Canary, Hawkman, Flash (Barry Allen) e Lanterna Verde (Hal Jordan) Zatanna si esclude dalla League e va a chiedere consiglio a Themyscira da Supergirl e Wonder Woman la quale è ancora in esilio per aver ucciso Maxwell Lord. Quando Zatanna aiuta Batman in una ricognizione alla Fossa di Lazzaro, lei gli chiede perché era venuto da lei. «Avevo bisogno di qualcuno di cui mi potessi fidare» - dice Batman - «Ma mi sono dovuto accontentare di te». A partire dal n. 824 di Detective Comics, comunque, la loro relazione sembra essersi ristabilita; quando chiama Zatanna per chiederle informazioni, Batman non fa menzione dell'episodio e la chiama con un informale 'Zee'.
Dopo essersene andata dal gruppo, Zatanna riacquista i suoi pieni poteri e continua la sua carriera sul palco con il mestiere aggiuntivo di "sentinella contro le minacce mistiche".

### Catwoman
La pulizia della mente di Zatanna al Dr. Light in Crisi d'identità non è stato un evento isolato. Selina Kyle (Catwoman) apprende con suo sgomento che il suo percorso da cattiva ad eroe, e i passi che ha compiuto di recente verso una vita morale, sono in realtà frutto di un intervento mentale di Zatanna. Selina arriva a diffidare dei suoi ricordi, delle sue ragioni, e delle sue scelte che ha fatto a partire da quell'avvenimento. Zatanna compare in diversi numeri di Catwoman e, al comando di Selina, fa un lavaggio del cervello a Film Freak e Angle Man, due criminali che avevano scoperto l'identità segreta di Catwoman.

### Sette Soldati della Vittoria
Una serie di quattro numeri del 2005 denominata Zatanna è stata pubblicata come parte dell'opera di Grant Morrison I Sette Soldati della Vittoria. Zatanna rivela che le reazioni dei suoi colleghi alle manipolazioni della mente, così come alle morti involontarie di alcune persone in un rituale magico fallito da lei condotto, sono state così forti da farle perdere la sua fiducia in sé e i suoi poteri magici. Con l'aiuto della sua nuova apprendista Misty Kilgore e con le notizie di un'incombente battaglia apocalittica, Zatanna riacquista i suoi poteri. Le sue apparizioni continuamente sollecitate implicano che sarà una dei Sette Soldati che sopravviverà. Il costume di Zatanna in questa serie è più apertamente sessuale di qualsiasi altro portato da lei, ed è composto da un corsetto, reggicalze e calze di nylon.

### Vertigo
Zatanna appare anche sotto l'etichetta Vertigo della DC Comics. Compare diverse volte in The Books of Magic, solitamente per consigliare Timothy Hunter, il personaggio principale. In Hellblazer era la partner tantrica di John Constantine in un momento del passato. Era una degli ospiti al party di Constantine di fine anno del 1999 in Totems di Tom Peyer.
Una versione alternativa di Zatanna con capelli biondi si vede in Books of Magick: Life During Wartime. Nella serie, Zatanna combatte in una coalizione di umani e fate contro la classe dittatoriale dell'élite dominante delle fate.

### The New 52
Nella nuova continuity cominciata nel 2011, Zatanna fa parte della Justice League Dark, controparte poco nota della più nota Justice League specializzata in minacce mistiche e magiche, insieme a personaggi come John Constantine, Etrigan e Deadman, sotto la guida del potente Dottor Fate.

### Amalgam
Nell'universo Amalgam Zatanna viene fusa con la maga della Marvel Comics Scarlet per formare la Strega Bianca (White Witch)

## Parentele possibili
Oltre a John Zatara e Sindella, viene fatto intendere che Zatanna è una parente diretta dell'artista Leonardo da Vinci (che era un mago in segreto nell'Universo DC), di Nostradamus, di Cagliostro, degli alchimisti Nicolas Flamel e Evan Fulcanelli, e di Re Arion di Atlantide. Ha anche un cugino più piccolo, il mago adolescente Zachary Zatara.

## Poteri e abilità
Zatanna può intervenire sulla realtà per modellarla a suo piacimento, sebbene per molti anni tale capacità si sia limitata ad interventi relativamente ristretti, circoscritti al suo raggio visuale, piuttosto caotici e incontrollabili, Zatanna ha imparato a focalizzare ed indirizzare meglio il suo potere, in colpi "magici" quali: deviare le traiettorie di proiettili o raggi d'energia, incendiare o far esplodere le cose, creare scudi o campi di forza, manipolare l'aria (ad esempio svuotando un ambiente dell'ossigeno), levitare e spostare gli oggetti con la mente. Zatanna usa la magia in diverse occasioni (l'esempio più eclatante potrebbe essere la manipolazione della realtà), spesso pronunciando delle formule alla rovescia, nonostante non sia necessario perché abbiano efficacia. Grazie ai suoi incantesimi Zatanna può usare vari poteri, quali:
- la telepatia: grazie a questa Zatanna è in grado di leggere nel pensiero, immagazzinare grandi quantità di ricordi propri ed altrui, proiettare pensieri ed illusioni estremamente reali, percepibili da tutti e cinque i sensi della vittima, alterare percezioni e memorie, assoggettare completamente il prossimo, controllare gruppi di decine di persone alla volta, possedere mente e corpo altrui e trasmettere sensazioni empatiche, per sedare gli avversari.
- la telecinesi: Zatanna è in grado di agire sull'ambiente che la circonda, manipolando oggetti inanimati e riuscendo a sollevare e spostare anche persone;
- il teletrasporto: Zatanna può teletrasportarsi aprendo un portale verso un'altra dimensione e può trasportare anche oggetti e persone se questi sono in stretto contatto con lei;
- la forza sovrumana: Zatanna acquisisce una forza fisica che le permette di sollevare fino a 20 tonnellate;
- la psicometria: Zatanna acquisisce una debole forma di psicometria che le permette di "leggere" la storia degli oggetti con un semplice tocco, abilità questa, che combinata alla telepatia le permette d'inviare le coscienze altrui avanti o indietro nel tempo;
- il volo: Zatanna è in grado di volare a non elevata velocità;
- la termocinesi: Zatanna acquisisce limitati poteri di termocinesi che le permettono di controllare la temperatura dell'ambiente circostante, rendendolo un ambiente glaciale oppure rendendolo secco e rovente.

La sua debolezza risiede però nelle parole, infatti se Zatanna non può parlare o scrivere, non è in grado lanciare incantesimi. Inoltre, essendo stata addestrata da Batman, è una buona combattente nel corpo a corpo.

## Altri media

### Animazione
Zatanna appare dapprima nell'episodio numero 54 Zatanna della serie animata di Batman (doppiata in inglese da Julie Brown e in italiano da Marcella Silvestri) come un'illusionista senza nessun potere magico apparente. Zatanna sviluppa un rapporto stretto con Bruce Wayne durante gli anni in cui Wayne stava viaggiando in giro per il mondo ed apprendendo tecniche che più tardi gli torneranno utili nei panni di Batman. Wayne si presenta a Giovanni Zatara come "John Smith" per imparare ad essere un mago nella fuga ma trova anche la sua giovane figlia che sta crescendo ed è attratta da lui. In seguito Zatanna arriva a Gotham City con il suo spettacolo di magia, ma viene sbeffeggiata da un criminale che svela i suoi trucchi. I suoi sforzi per rifarsi un nome e fermare il criminale la vedono fianco a fianco con Batman, che riconosce come John Smith.
Ulteriori apparizioni nel DC Animated Universe, sia in corti realizzati in Flash sia negli episodi di Justice League Unlimited (doppiata in inglese da Jennifer Hale), la ritraggono con i suoi reali poteri magici. In Justice League Unlimited, Zatanna è consapevole dell'identità segreta di Batman (lei lo accoglie dicendo "Bruce!...Non ti vedo da così tanto...") e sa che lui prova sentimenti romantici nei confronti di Wonder Woman (Zatanna dice a lui, "No, tu e io siamo solo buoni amici. C'è qualcosa di più tra te e Diana"). Il suo costume rassomiglia molto a quello dei fumetti. Comunque, come per Black Canary, sono state eliminate le caratteristiche calze a rete poiché era difficile animarle usando la computer-grafica. È un membro della formazione estesa della Justice League e il suo episodio di spicco nella serie animata è "This Little Piggy," in cui lei aiuta Batman a salvare Wonder Woman dopo che lui viene tramutato in un maiale da Circe. L'episodio culmina con Batman che canta "Am I Blue?" mentre Circe e Zatanna vanno in estasi per la sua voce profonda e vellutata. La fine originale di This Little Piggy rivela che Zatanna non ha perso tempo nello spettegolare con i membri della League: infatti lei mostra loro, nella sua palla di cristallo, immagini di Batman che canta. Nel finale modificato, Wonder Woman canzona Batman cominciando a canticchiare "Am I Blue?", lasciando gli spettatori dubbiosi se Zatanna le abbia detto o meno dei sentimenti che prova per lei Batman.
Zatanna compare inoltre in una fotografia all'inizio del quinto episodio della terza stagione di Batman of the Future Out of a Past, nel quale l'ormai vecchio e solo Bruce Wayne ricorda alcuni tra i suoi amori passati. Oltre a Zatanna compaiono anche: Lois Lane, Selina Kyle e Barbara Gordon
Lo scrittore del DC Animated Universe Paul Dini ha scritto queste due importanti apparizioni di Zatanna descritte prima, e apparentemente gradisce non poco il personaggio (nel 1998, Alan Burnett ha raccontato a Wizard Magazine: "Paul Dini voleva usare Zatanna perché ne è segretamente innamorato. È qualcosa di cui cerchiamo di non parlare troppo."). Dini in seguito ha sposato la maga Misty Lee.
Zatanna fa due apparizioni negli episodi animati di Gotham Girls. In "A Little Night Magic", Zatanna cammina a casa da sola dopo aver fatto uno show di magia e ha delle piccole avventure lungo la strada: trasforma la pistola di un rapinatore in un serpente, spezza un camion a metà quando questo la sta quasi per investire e trasforma alcuni teppisti di strada in rospi dopo che questi gli avevano preso il cappello. In "Hold the Tiger", Zatanna impedisce a Catwoman di rubare l'opale Occhio di Gatto da un negozio di gioielli. Zatanna non ferma Catwoman ma le chiede invece aiuto per trovare la sua tigre bianca.

#### Parodie
Zatanna è stata parodiata nell'episodio di Tiny Toon Adventures dal titolo Just-Us League of Supertoons (una parodia della Justice League of America) sotto le sembianze di Fifi Le Fume, Scentanna, la "Fanciulla Mistica del Muschio". È interessante notare che il costume di Scentanna abbia una stretta somiglianza col costume di Zatanna quando lei si unisce alla Justice League.
Zatanna è stata anche parodiata, da transessuale, nell'episodio della serie animata Due fantagenitori dal titolo The Masked Magician, in cui Timmy Turner aveva un alter ego dallo stesso nome.

### Cinema
Nel 2005 la sceneggiatrice Hadley Davis (Ice Princess) aveva annunciato di aver scritto un film che si presentava come una commedia d'azione per ragazzi, in cui compariva una versione giovanile di Zatanna. Non ci sono state altre informazioni riguardo a questo progetto, e si presume che sia stato abbandonato.

### Televisione

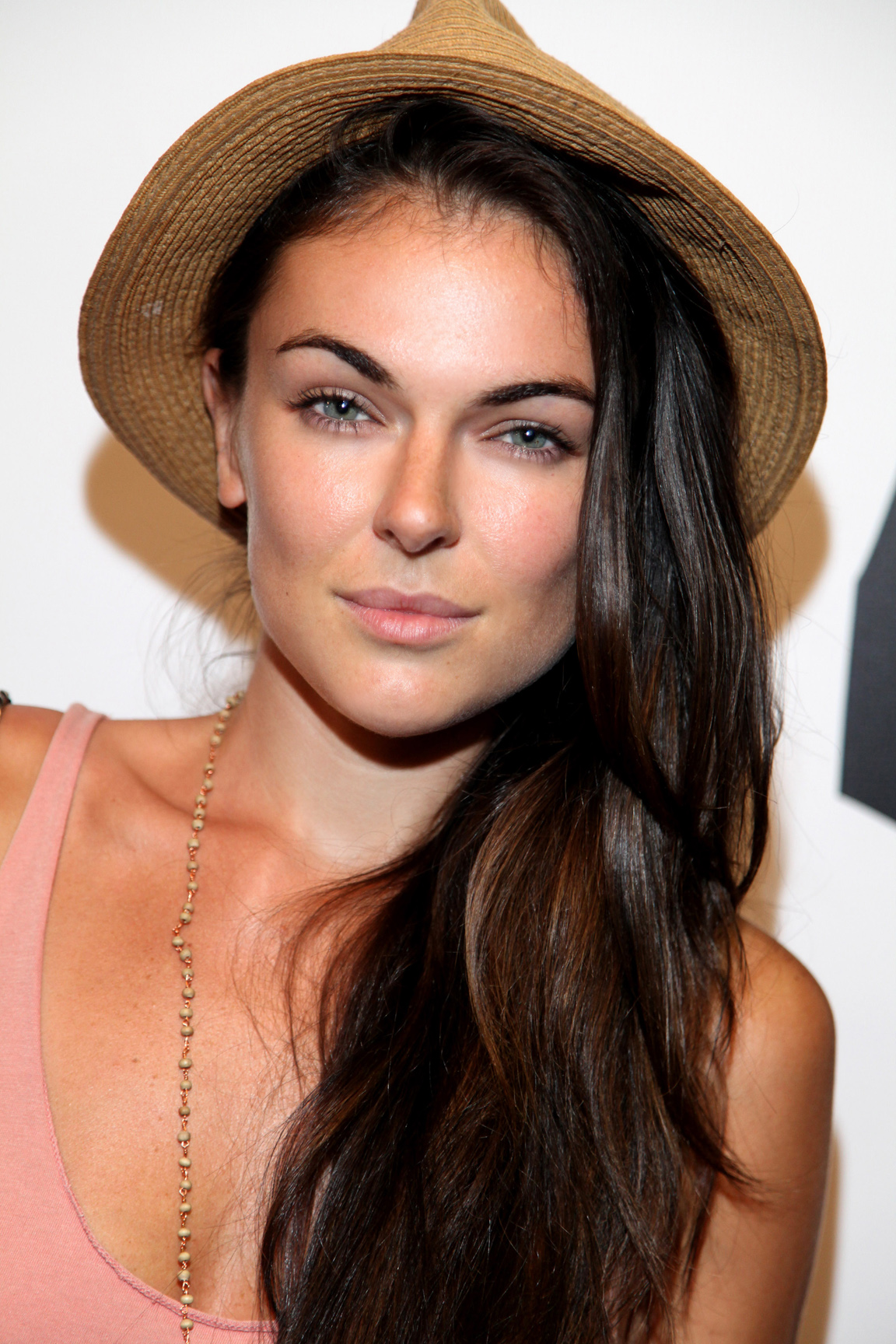
Serinda Swan interpreta Zatanna nella serie televisiva Smallville

Zatanna appare nel diciassettesimo episodio dell'ottava stagione della serie televisiva Smallville (Hex), interpretata da Serinda Swan. Zatanna Zatara ha l'intento di riportare in vita suo padre, con un libro che era stato sottratto da Lionel Luthor e finito nei magazzini della Luthor Corporation, che oltre a poterlo riportare in vita gli permetteranno di avere altri poteri. Ritorna nel tredicesimo episodio della nona stagione (Warrior) intenta a recuperare alcuni oggetti maledetti in passato dal padre.

### Videogiochi
Zatanna è un personaggio giocabile nel videogioco per console Justice League Heroes, doppiata da Kari Wahlgren. Inoltre è un NPC (non-player character) nel videogioco online DC Universe Online.
In Batman: Arkham Knight è possibile trovare nella zona dell'indovinello dell'Enigmista riguardante l'Uomo Calendario (precisamente sulla strada principale da dove artiva il segnale della mappa) due saracinesche abbassate di un negozio sulla cui insegna sta scritto "Zatanna".
Zatanna è, inoltre, un personaggio DLC giocabile in Injustice: Gods Among Us. Le sue mosse, nella lista del moveset, sono scritte al contrario.